# عاطف بسيسو
عاطف فايق عاطف بسيسو (1948 - 1992) مسؤول فلسطيني ورئيس استخبارات منظمة التحرير الفلسطينية يشتبه بتورطه بعملية ميونخ، شكل مع أبو إياد في أوائل عام 1968 جهاز الرصد الثوري في بيروت.

## حياته
ولد في 23 أغسطس 1948 في غزة في ذروة الصراع والنزوح من فلسطين إبان نكبة عام 1948 وقيام دولة إسرائيل. وهو من عائلة فلسطينية كبيرة في غزة،
تخرج من الجامعة الأمريكية - بيروت، بعد دراسة في بيروت انضم إلى حركة فتح وهو ابن سبعة عشر عاما وفي عام 1969 ارسله أبو علي إياد إلى شمال لبنان حيث التقى مع سعيد السبع الذي رشحه لدورة عسكرية في قاعدة المنطار القريبة من مدينة طرطوس السورية. وبعد ان انهي دورته تم فرزه للعمل في المجال الامني وقد أصبح عضوا في المجلس الثوري لحركة فتح المكون الرئيسي لمنظمة التحرير الفلسطينية، وعمل مع مسؤولين أمنيين كعلي حسن سلامة الذي قتل في عام 1979 في بيروت وأبو إياد الذي قتل في عام 1991 في قرطاج. ويشتبه أنه متورط في خطف الرهائن في اولمبياد ميونيخ عام 1972. كما أنه من المدرجين على «قائمة غولدا» الإسرائيلية والتي تضم قيادات فلسطينية معادية لإسرائيل. بسيسو كان يعيش في تونس مع زوجته ديما السبع وثلاثة أطفال، وكان أيضا في بعض الأحيان ينتقل إلى ألمانيا، كجزء من نشاطه.

## اغتياله
اغتيل في فندق ميريديان بباريس عام 1992 حيث أتهم الموساد بذلك. دفن في مقبرة شهداء فلسطين في حمام الأنف.